# Eurytoma microneura
Eurytoma microneura är en stekelart som beskrevs av Julius Theodor Christian Ratzeburg 1852. Eurytoma microneura ingår i släktet Eurytoma och familjen kragglanssteklar.
Artens utbredningsområde är Tyskland. Inga underarter finns listade i Catalogue of Life.